# Jean Le Guillou
Pour les articles homonymes, voir Le Guillou.
Jean Le Guillou (né à Nantes le 5 août 1909 et mort le 28 mars 1985, dans cette même ville) est un homme d'affaires et dirigeant sportif français. Il a été président du Football Club de Nantes de 1955 à 1958.

## Biographie
Jean Le Guillou est le fils de Jean Marie Le Guillou, comptable puis entrepreneur, et de Jeanne Marie Pouplard. Il épouse Anne Chantreau, fille d'un imprimeur nantais.
Il est un entrepreneur de BTP. Sa société, l’Entreprise générale de travaux publics et particuliers Jean Le Guillou, héritée de son père, et forte de 800 ouvriers avant la Seconde Guerre mondiale, aura à son actif plusieurs réalisations à Nantes comme le marché de Talensac et le stade Malakoff (actuel stade Marcel-Saupin). Elle a son siège social, 2 rue Didienne à Nantes.
Jean Le Guillou eut une attitude collaborationniste durant l'occupation, puisqu'il travailla entre autres pour l'organisation Todt, la Luftwaffe et la Kriegsmarine. Il s'associera avec Walter, une firme berlinoise du BTP avec lequel il créa une co-entreprise dénommée GWL. Il deviendra ainsi localement le principal bénéficiaire des marchés passés avec l'occupant allemand. Son chiffre d’affaires est estimé à 225 millions de francs sur la durée de la guerre. 
Les profits engendrés par cette collaboration économique lui permirent d'acquérir des cabarets parisiens, des bijouteries, des boutiques de haute couture, l'île de Boëdic dans le golfe du Morbihan, une écurie de chevaux de courses avec un crack, « Ali Pacha », monté par un jockey à la casaque jaune et verte. Ces couleurs devinrent celles du club de football, le FC Nantes, qu'il créa en 1943 en compagnie de Marcel Saupin, autre entrepreneur collaborationniste, et qui fut présidé par Marcel Braud,,. Poursuivi à la Libération (arrêté d'internement administratif du préfet de Loire-Inférieure du 9 septembre 1944), Jean Le Guillou s'exile en Suisse, sa société de BTP est mise sous séquestre en 1945. 
A la suite de la confiscation de ses biens, sa collection de tableaux et d'œuvres d'art est mise en vente à Nantes à l'Hôtel des Ventes le 15 décembre 1946.
Il ne revient en France qu'après l'amnistie de 1951. Il prend alors la direction du club en 1955, succédant à Saupin qui avait remplacé Braud onze ans auparavant. 
Contesté, il est remplacé en 1958, à l'initiative de la municipalité, par Charles Stephan, un banquier en retraite.